# مارینا آگوئز
مارینا آگوئز (انگلیسی: Marina Agoues؛ زادهٔ ۱۴ دسامبر ۱۹۹۲) بازیکن فوتبال اهل اسپانیا است.
از باشگاه‌هایی که در آن بازی کرده‌است می‌توان به باشگاه فوتبال زنان رئال سوسیداد اشاره کرد.
وی همچنین در تیم‌های ملی فوتبال Spain women's national under-19 football team و Basque Country women's national football team بازی کرده‌است.